# هنری مور رایس
هنری مور رایس (به انگلیسی: Henry Mower Rice) سناتور سابق عضو حزب دموکرات ایالات متحده آمریکا بود. وی در سال ۱۸۵۸ تا ۱۸۶۳ میلادی سناتور ایالت مینه‌سوتا در سنای ایالات متحده آمریکا بود.